# Karen (Volk)
Die Karen sind eine Gruppe verwandter ethnischer Minderheiten in Myanmar und Thailand. Sie werden in Myanmar neben anderen ethnischen Gruppen seit Jahrzehnten durch die Militärdiktatur verfolgt und werden entweder gewaltsam umgesiedelt oder flüchten häufig nach Thailand, wo sie zu den „Bergvölkern“ gezählt werden.

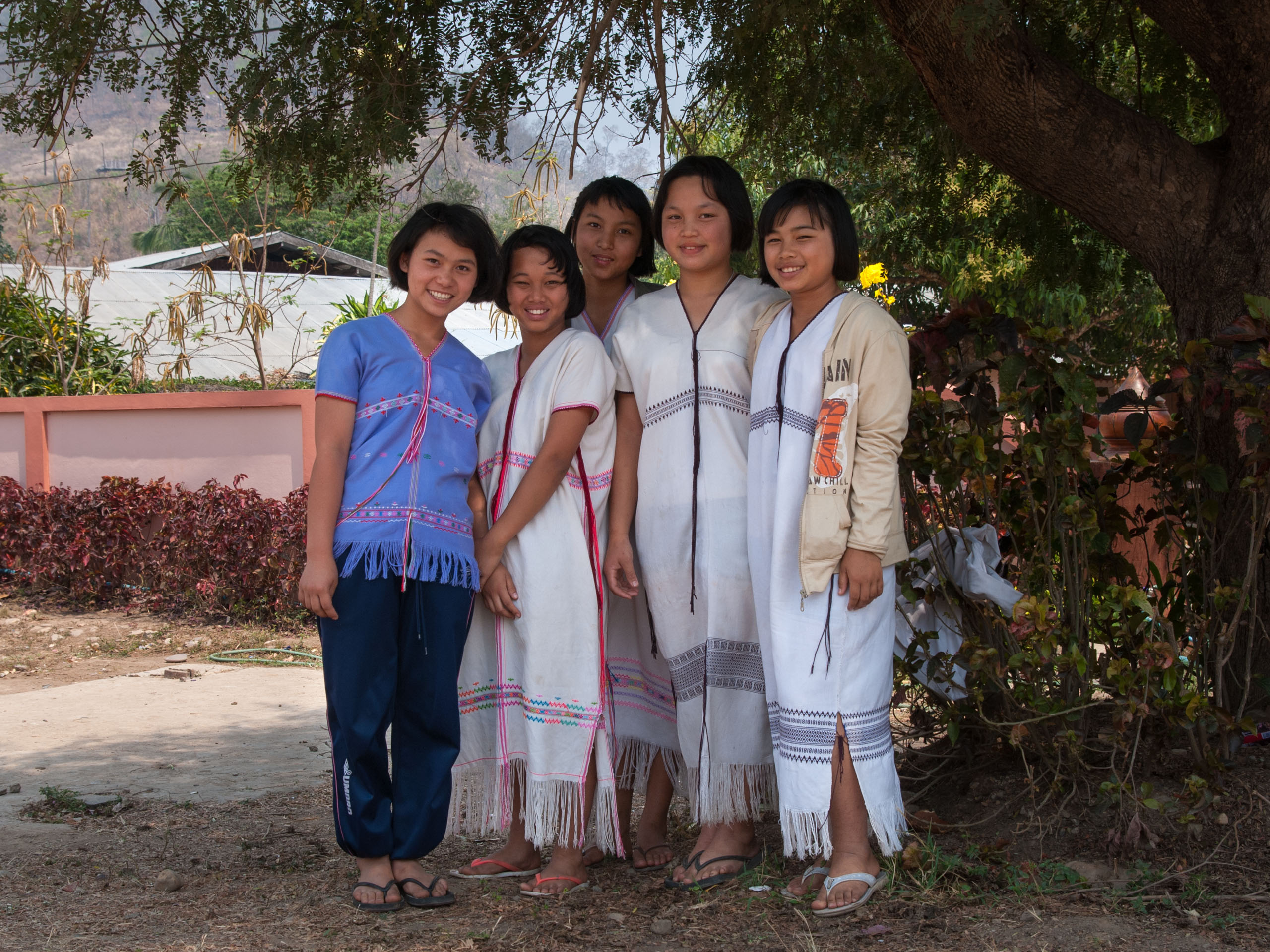
Karen-Mädchen im Amphoe Khun Yuam in der Provinz Mae Hong Son, Nordthailand.

## Siedlungsgebiete

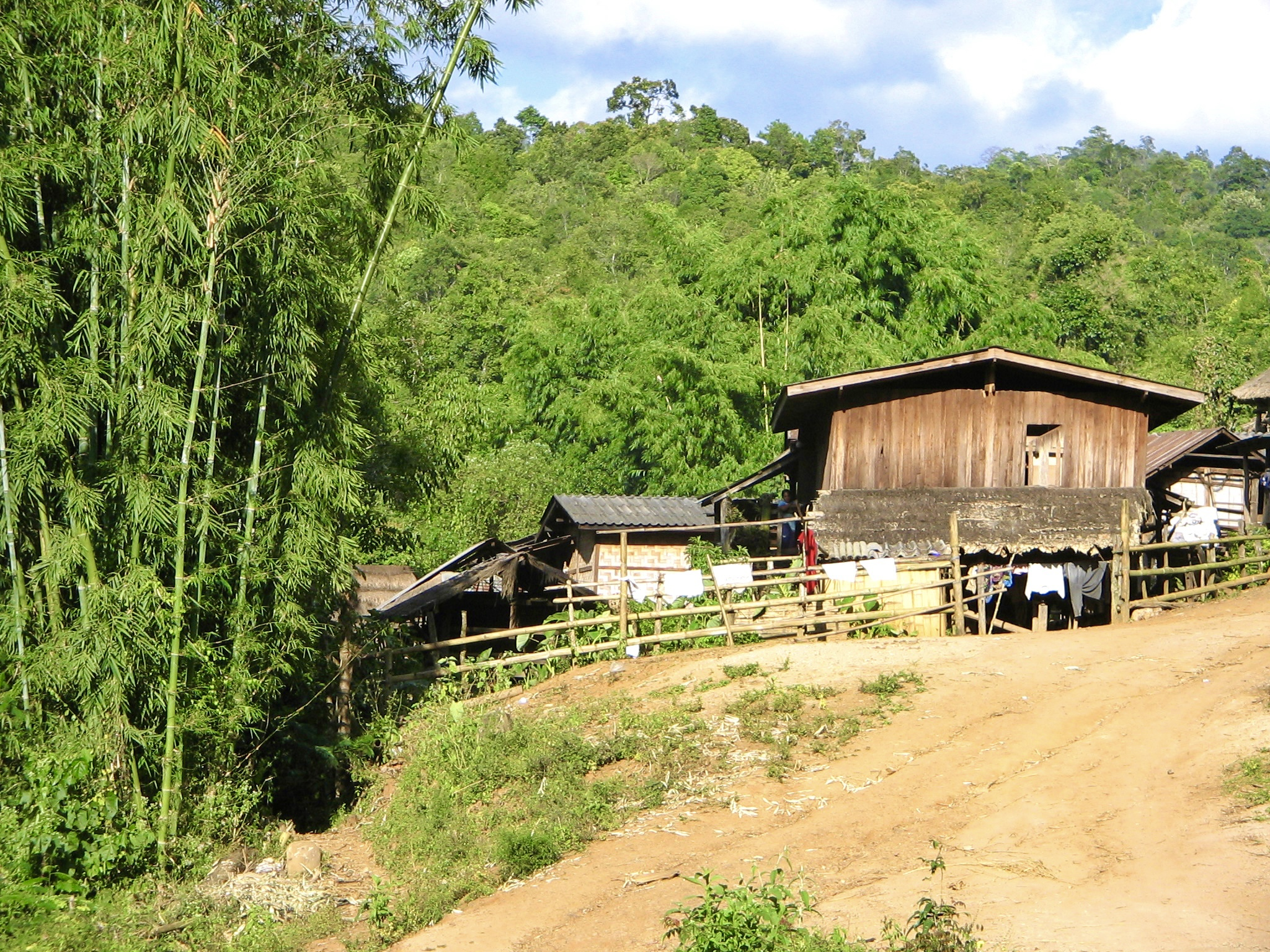
Karen-Flüchtlingsdorf im Norden Thailands

Die Karen bewohnen ein ausgedehntes Gebiet entlang der burmesisch-thailändischen Grenze, das vom Shan-Plateau im Norden bis zur malaiischen Halbinsel reicht, sowie Teile des Irrawaddy-Deltas. Ihr wichtigstes Verbreitungsgebiet liegt östlich des Flusses Sittaung und am Unterlauf des Saluen, im gebirgigen Südosten des über 50 Millionen Einwohner zählenden Vielvölkerstaats Myanmar, wo sie nach den Birmanen (etwa 69 %) und Shan (etwa 8,5 %) die drittgrößte Bevölkerungsgruppe (etwa 7 %) stellen. Darüber hinaus leben rund 400.000 Karen in Thailand, insbesondere in Grenznähe zu Myanmar. Dort repräsentieren sie etwa die Hälfte der thailändischen Bergvölker. Thailand unterscheidet zwischen Karen-Siedlern, die spätestens ab dem 17. Jahrhundert einwanderten, und Karen-Flüchtlingen, die seit 1984 aufgrund eklatanter Menschenrechtsverletzungen aus Myanmar flohen.

## Herkunft
Die Karen gehören aus ethnografischer Sicht zu den tibetobirmanischen Völkern. Ihre Vorfahren wanderten wahrscheinlich, den Flusstälern des Irrawaddy, Salween und Mekong folgend, aus der südchinesischen Provinz Yunnan nach Südostasien ein, wobei ihre eigentlichen Wurzeln noch weiter nördlich liegen dürften, wie die mündliche Überlieferung einiger Karen-Gruppen betont. Die oft kolportierte Behauptung, dies könnte die Mongolei sein, steht jedoch in krassem Widerspruch zur sprachlichen Zuordnung der Karen (siehe Abschnitt „Sprachen“). Übereinstimmend wird heute angenommen, dass ihr Vorstoß zur ersten Welle der sinotibetischen Nord-Südwanderungen gehörte, die um die Zeitenwende als Reaktion auf die Expansion der Han-Chinesen ins mittlere und südliche China erfolgten. Spätestens gegen Ende des ersten Jahrtausends dürften erste Karen-sprechende Gruppen im Gebiet des heutigen Myanmar eingetroffen sein. Die Unterschiede in ihren Dialekten lassen die Annahme zu, dass sie – anders als etwa die Birmanen und Shan – nicht in ausgeprägten Wellen, sondern über einen längeren Zeitraum in kleinen Gemeinschaften einwanderten.

## Eigen- und Fremdbezeichnungen

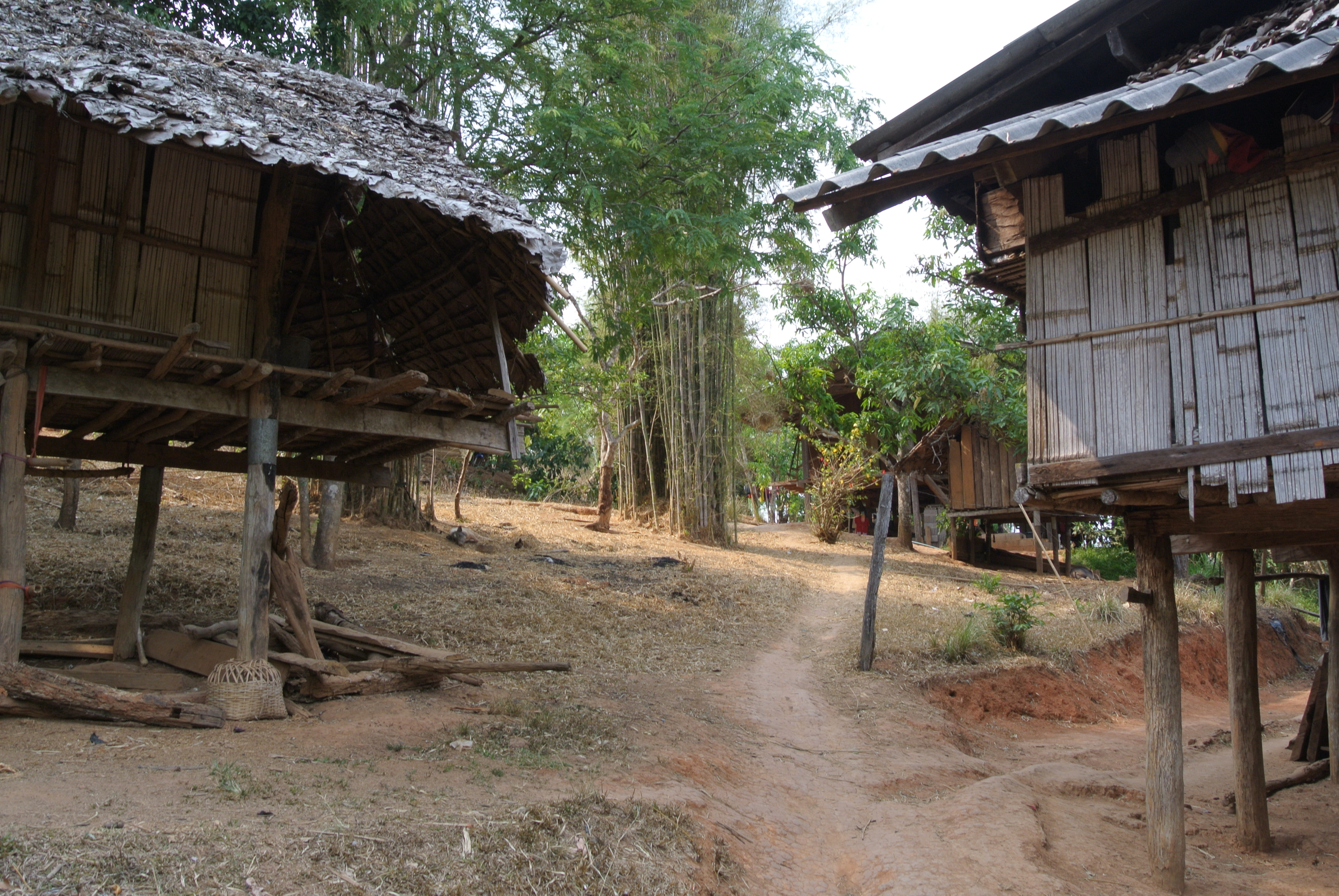
Dicht besiedeltes Dorf im Norden Thailands

Der Begriff Karen ist eine englische Wortschöpfung, die die hier beschriebene indigene Völkergruppe vor allem aufgrund linguistischer Aspekte zusammenfasst. In Myanmar ist auch der birmanische Name Kayin gebräuchlich (von dem sich das englische Karen wahrscheinlich ableitet), in Zentralthailand Kariang und in Nordthailand Yang. Da die Karen keinen Sammelbegriff zur kollektiven Bezeichnung aller ihnen zugehörigen Gruppen gebrauchten, bürgerte sich die englische Fremdbezeichnung mit der Zeit auch in ihrem Sprachgebrauch ein: heute bezeichnen sich viele Angehörige der Völkergruppe selbst als Karen, insbesondere wenn im Umgang mit Nicht-Karen die nationale Identität betont werden soll. Darüber hinaus verwenden sie das Wort Karen auch als Überbegriff für ihre rund 15 mehr oder weniger verwandten Sprachen.
Schon die ersten Missionare, die die Karen und andere Völker Myanmars in Untergruppen zu gliedern versuchten, stifteten heillose Verwirrung, zumal sie zur Unterscheidung der Ethnien oft nur ihre Kleidung in Betracht zogen. Ernsthafte Forschungen ab den 1960er Jahren wurden neben dem Umstand, dass das Militärregime die Grenzregion zum Sperrgebiet erklärt hatte, vor allem dadurch erschwert, dass die traditionellen Siedlungsgebiete verwandter Karen-Völker selten klar abgrenzbar waren und oft Enklaven mit Bewohnern aus anderen Gruppen einschlossen. Allgemein werden heute – neben zahlreichen kleineren Gruppen – vier große Subgruppen unterschieden: Die Sgaw (Eigenbezeichnung: Pwa Ka Nyaw), Pwo (Eigenbezeichnung: Phlong), Kayah (Eigenbezeichnung: Kaya Li) und Taungthu (Eigenbezeichnung: Pa'o).
Aus der Zeit vor den Briten überdauerten zwei unscharfe Sammelbegriffe: Die im ebenen Tiefland ansässigen, heute vielfach zum Christentum konvertierten Karen-Sprecher (vorwiegend Sgaw) wurden als „Weiße Karen“ zusammengefasst, jene in den Bergen – aufgrund ihrer traditionell meist rot gefärbten Kleidung – als „Rote Karen“ (Karen-ni; ni = „rot“ birman.). Manche Quellen bezeichnen überdies die Taungthu als „Schwarze Karen“. Als ironisches Beiwerk zum zähen Disput um eine brauchbare Gliederung wird angeführt, dass die sog. „Weißen Karen“ ihre Verwandtschaft mit den „Roten“ zumindest in der Kolonialzeit vehement bestritten, während die Taungthu die Bezeichnung „Karen“ überhaupt zurückwiesen. Seit den 1980er Jahren treten in den Medien wiederholt von Myanmar nach Thailand geflüchtete Padaung-Frauen in Erscheinung: Sie gehören zu einer Karen-Splittergruppe und werden in beaufsichtigten Dörfern im Norden Thailands aufgrund ihres traditionellen Messing-Halsschmucks als sog. „Long Neck Karen“ oder „Giraffen(hals)frauen“ touristisch vermarktet.

## Sprachen

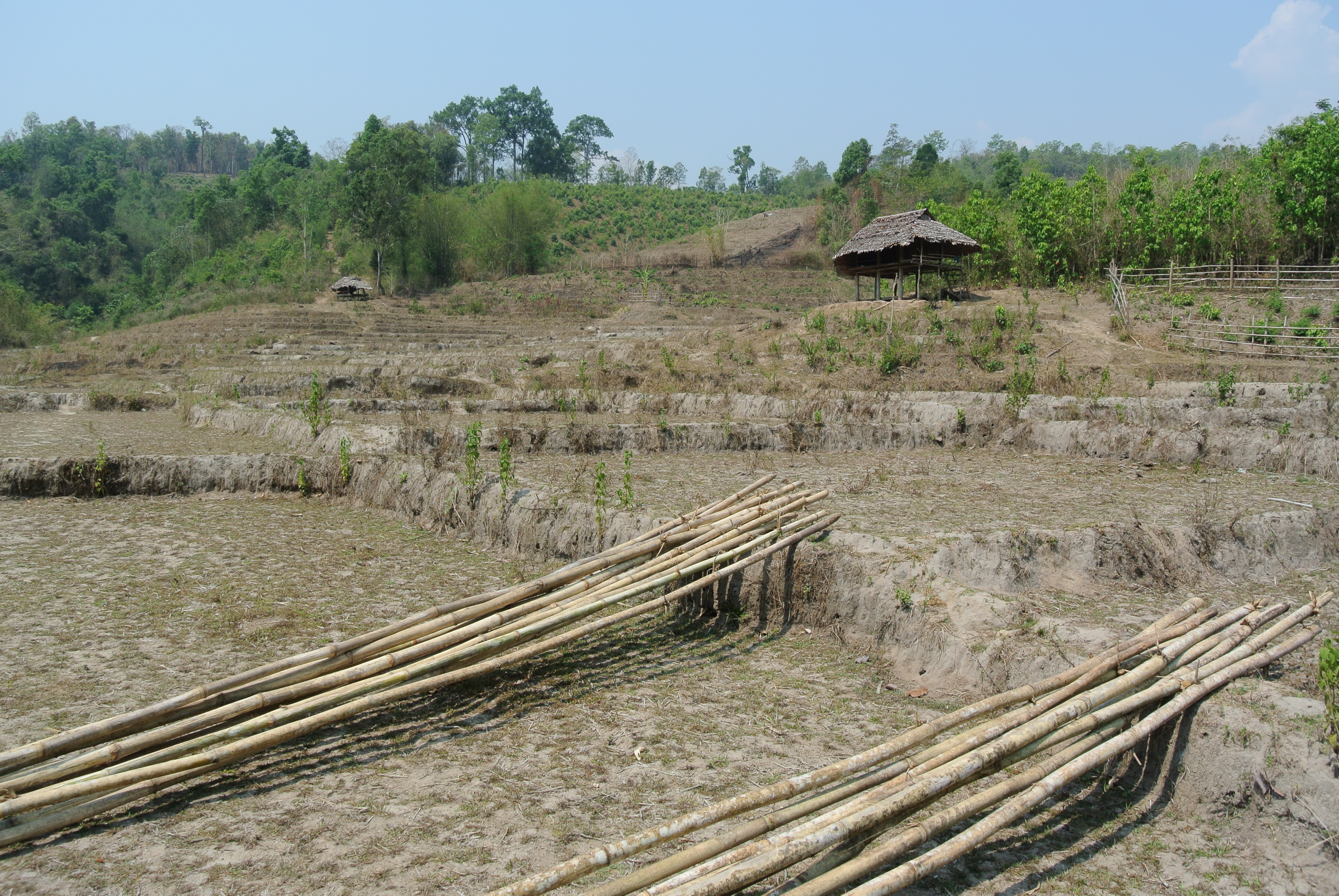
Karen-Felder im Norden Thailands

Die Karen-Sprachen gehören zu den einsilbigen Tonsprachen. Ihre linguistische Einordnung war lange Zeit strittig. Zwar ging man übereinstimmend von ihrer Zugehörigkeit zu den sinotibetischen Sprachen aus, ihre Position innerhalb der sinotibetischen Sprachfamilie, vor allem die inzwischen anerkannte Zugehörigkeit zum tibetobirmanischen Zweig, war jedoch Gegenstand von Diskussionen. Trotz deutlicher Einflüsse des Birmanischen sowie des Mon und Thai auf die karenischen Sprachen betonen mehrere Autoren ausdrücklich deren Verschiedenheit von den anderen Sprachen der Region.
Darüber hinaus sind selbst die Unterschiede zwischen manchen karenischen Sprachen so groß, dass eine Kommunikation ohne Drittsprache praktisch unmöglich ist. Die unwegsamen topografischen Verhältnisse sowie das dadurch begünstigte, weitgehende Fehlen großräumiger organisatorischer Strukturen standen der Herausbildung einer überregionalen Hochsprache offenbar im Weg. Als bedeutendste Karen-Sprachen werden – entsprechend den größten ethnischen Subgruppen – ebenfalls Sgaw, Pwo, Kayah und Taungthu genannt. Eine gewisse Sonderrolle kommt dem Sgaw zu: Es wird auch geschrieben und von der Mehrheit der christlichen Karen gesprochen, die sich seit den Anfängen in der Unabhängigkeitsbewegung engagierten, wodurch diese Sprache zumindest in der öffentlichen Wahrnehmung eine überregionale Bedeutung erlangt hat.

## Religion

### Alte Vorstellungen
Das religiöse Weltbild der Karen ist animistisch geprägt. Ahnenkult, Geisterglaube und überlieferte Vorstellungen von einer allseits beseelten Natur spielten eine bedeutende Rolle. Trat ein Krankheitsfall auf, brachte die betroffene Familie zur Versöhnung des verantwortlichen, offenbar erzürnten Geistes ein Tieropfer dar (z. B. Geflügel, Schwein, Hund, Ochse). Opferrituale in größerem Umfang fanden früher am Beginn von Raubzügen und kriegerischen Auseinandersetzungen statt. Die Geister der Verstorbenen galten als böswillig; sie wurden nach Todesfällen unter Einsatz von Lärm aus dem Dorf vertrieben. Bemerkenswert ist die in den Bergen zum Teil noch lebendige Tradition des Hühnerknochenorakels, das in maßgeblichen Fragen des individuellen und gemeinschaftlichen Lebens als Entscheidungshilfe dient.

### Schöpfungsmythos
Auf Ähnlichkeiten zwischen einem – in manchen Karen-Gemeinschaften – überlieferten Schöpfungsmythos und der Genesis des Alten Testaments weisen mehrere Autoren hin. Die Parallelen gipfeln in einer Erzählung über einen Schöpfergott und dessen Widersacher sowie über ein Menschenpaar und dessen Sündenfall, ausgelöst durch einen Drachen, der das Paar mit verlockenden Früchten verführte – worauf sich Gott zur Strafe von den Menschen abwendete. Möglicherweise hörten und übernahmen die Karen diese religiöse Vorstellung von Nestorianern, die schon früh über die Seidenstraße nach China gelangten.

### Missionierung
Die um 1820 einsetzende christliche Missionierung durch amerikanische Baptisten bewirkte in einer Reihe von Karen-Gruppen die Aufgabe des zeit- und kostenintensiven Ahnenkults. Bestimmte Opfer und animistische Rituale, die den Verlust einer „erhabenen“ Seele von existentieller Bedeutung, etwa der Seele eines vertrauten Menschen, eines unverzichtbaren Haustiers oder jener der Reispflanze verhindern sollen, werden aber vereinzelt noch praktiziert. 1832 wurde die erste Schrift durch christliche Missionare entwickelt. Die meisten Karen – besonders die alphabetisierten – sind heute dem Christentum zuzurechnen. Eine Minderheit gehört weiterhin dem Buddhismus – in Verbindung mit animistischen Traditionen – an.

## Kultur

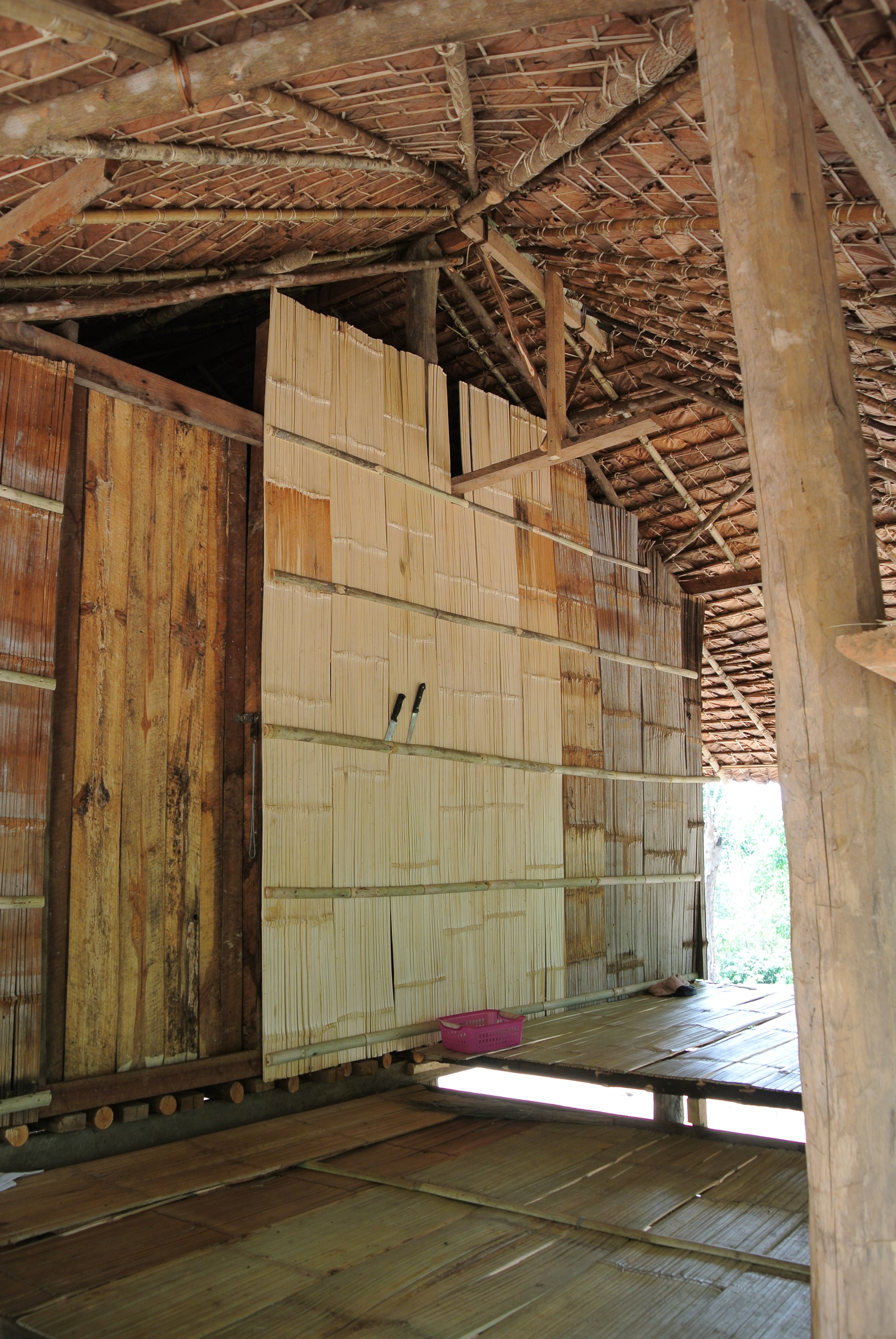
Eingang eines Hauses im Norden Thailands

Die Karen sind sesshaft. Sie ernähren sich – in ebenen Landstrichen – hauptsächlich vom Nassreisanbau, in Bergregionen traditionell vom Brandrodungsfeldbau. Die Felder werden nach einjähriger Nutzung mehrere Jahre brach liegengelassen, dann durch erneutes Abbrennen vom Wildwuchs befreit und wieder bepflanzt. Im Unterschied zu ihren nördlichen Nachbarn, den Shan, kultivieren die Karen keinen Schlafmohn (Opium). Stattdessen haben sich viele Karen-Männer den Teakwäldern verschrieben und in der regionalen Holzwirtschaft als Mahouts bewährt. Einen gefürchteten Ruf als hochorganisierte Räuber und Sklavenhändler legten sich manche Karen noch vor der Ankunft der Briten zu: Sie überfielen wiederholt Shan und Birmanen, verschleppten Männer, Frauen und Kinder und tauschten sie über die Grenze nach Siam gegen Rinder. Kopfjägerei und Kannibalismus waren ihnen allerdings fremd.
Kultische Gruppen sind in vielen Karen-Gesellschaften matrilinear organisiert, seltener die Verwandtschaftsbeziehungen. In solchen Fällen ist das uxorilokale Residenzmuster üblich, das heißt, frisch vermählte Paare lassen sich am Wohnort der Brautmutter nieder und verbringen ihr Leben dort. Der bewegliche Besitz (z. B. Vieh) wird traditionell an die Söhne vererbt, die das Elternhaus zur Familiengründung verlassen, während die unbeweglichen Güter (z. B. Haus, Felder) auf die ortsgebundenen Töchter übergehen.
Viele traditionelle Lieder der Karen werden ohne instrumentale Begleitung vorgetragen. In gemischten Chören treten junge Männer und Frauen in einen antiphonalen musikalischen Wettstreit. Anstelle einer alten Bambusmaultrommel, wie sie ähnlich die Thai besitzen, wird heute überwiegend eine aus den Speichen von Regenschirmen gefertigte Maultrommel gespielt. Das charakteristische Begleitinstrument für den Gesang ist die Bogenharfe na den, die wie andere Kulturelemente von einer heute verschwundenen Harfe der Mon übernommen wurde. Die na den besitzt sechs Metallsaiten, die mit hölzernen Stimmwirbeln gespannt werden. Abgesehen von der burmesischen saung gauk ist dieses Saiteninstrument in Asien äußerst selten und kommt ansonsten nur noch in winzigen Nischengebieten vor: in Gestalt der viersaitigen waji im Nordosten Afghanistans und der fünfsaitigen bin-baja in einer Region in Zentralindien.
Ein bedeutendes Statussymbol der Karen waren zumindest bis in die 1970er Jahre Bronzetrommeln (Typ Heger III), die sie nicht selbst herstellten, sondern von den Shan bezogen. Die Shan gossen die Bronzetrommeln in ihren Werkstätten exklusiv für die Karen. Sie wurden bei kultischen Ritualen geschlagen und konnten verkauft oder getauscht werden. Die Bronzetrommeln wurden kyi-zi („Bronze-Gong/Trommel“, wie die in buddhistischen Tempeln verwendete Messingschlagplatten) oder pa-zi („Frosch-Gong/Trommel“) nach den auf der Schlagplatte angebrachten, vollplastischen Froschfiguren genannt.

## Politische Spannungen
Trotz mehrerer Anläufe – bereits vor dem Erscheinen der Briten – konnten die Birmanen die „Roten Karen“ nicht unterwerfen. Als die wirtschaftliche Bedeutung der karenischen Teak-Wälder abschätzbar wurde und eine Strafexpedition gegen karenische Sklavenhändler bevorstand, brachte die Kolonialregierung Britisch-Indiens 1875 ein Abkommen mit dem birmanischen König Mindon zustande, das den Karen die Unabhängigkeit zusicherte und welches später – zumindest formell – auch von der britischen Kolonialregierung eingehalten wurde. Mit dem Ausbruch des Zweiten Weltkriegs mündeten die Spannungen zwischen Karen und Birmanen jedoch erneut in bewaffnete Konflikte: Während die Karen an der Seite der Briten kämpften, unterstützen die Birmanen die japanischen Invasoren.

## Ethnische Säuberung
Seit der Unabhängigkeit Myanmars (1948) sind die Karen und andere ethnische Minderheiten massiven Menschenrechtsverletzungen durch das birmanische Militär ausgesetzt. Bereits 1947 wurde die Karen National Union (KNU) gegründet, die für einen unabhängigen Karen-Staat namens Kawthoolei eintrat. Erneute blutige Militäraktionen auf Karen-Territorium unter General Ne Win im Januar 1949 führten zur Bildung eines bewaffneten Flügels, der so genannten Karen National Liberation Army (KNLA), die dem Aggressor vorerst Einhalt gebot. Ab 1976 strebte die KNU alternativ einen eigenen Bundesstaat in einem demokratisch regierten Myanmar an. Bis dahin konnten die Karen und ihre Nachbarn, die ebenfalls unter Waffen stehenden Shan und Mon, ihre angestammten Gebiete an der Grenze zu Thailand weitgehend selbst kontrollieren.
Ab Mitte der 1970er Jahre wuchs jedoch der Druck der Armee: Sie griff regelmäßig am Beginn der trockenen Jahreszeit an („dry season offensives“), was erste – temporäre – Flüchtlingswellen nach Thailand auslöste: Mit dem Rückzug der Armee am Beginn der Regenzeit kehrten die Geflohenen wieder in die Heimat zurück. 1984 durchbrachen die Militärs erstmals in einer Großoffensive die Karen-Linien und behaupteten ihre Stellungen dauerhaft. Resultat: 10.000 Menschen flüchteten nach Thailand – ohne Aussicht auf Rückkehr. In den folgenden zehn Jahren wurden die Angriffe entlang der Grenze von Mae Hong Son bis Kanchanaburi intensiviert sowie neue Armeebasen und Nachschubrouten errichtet. Die damit einhergehende systematische Ermordung und Vertreibung der dort ansässigen Karen, Zwangsarbeit, Vergewaltigung und andere Repressalien hatten den Beginn eines Flüchtlingsdramas zur Folge (1994: 80.000).
Zwischen 1995 und 1997 errangen die Militärs weitgehend Kontrolle über die Grenzgebiete, zerstörten Tausende Dörfer und starteten ein umfangreiches Zwangsumsiedlungsprogramm. Über eine Million Menschen sind seither davon betroffen, rund 300.000 (auch Shan) flohen nach Thailand, etwa 50 % halten sich zurzeit in Flüchtlingscamps auf. Für viele ist das Dasein in überfüllten Lagern längst Normalität, andere hoffen – bislang vergeblich – auf Asylangebote aus Drittstaaten. Weitaus höher als die Zahl der Flüchtlinge in Thailand dürfte die Zahl der in Myanmar verbliebenen Binnenflüchtlinge sein.
Im Januar 2012 einigten sich Vertreter der Karen National Union und der Regierung von Myanmar auf einen sofortigen Waffenstillstand.

## Mediale Rezeption
Ausgerechnet durch einen Action-Film wurde die Unterdrückung der Karen einem breiten Kinopublikum bekannt gemacht: Im 2008 veröffentlichten vierten Teil des Rambo-Franchise John Rambo von Sylvester Stallone tritt der Protagonist gegen einen der lokalen Militärmachthaber in Burma an.

## Bekannte Karen
- Cynthia Maung
- Naw Ei Ei Min